# Gloryhammer
Gloryhammer (por vezes grafado em caixa alta como GLORYHAMMER) é uma banda anglo-suíça de power metal sinfônico fundada pelo tecladista Christopher Bowes, que também atua como vocalista do Alestorm. Cada membro da banda representa um personagem na história que eles contam ao longo de seus discos e os músicos se apresentam ao vivo usando fantasias de seus respectivos personagens.

## História
O Gloryhammer lançou seu álbum de estreia Tales from the Kingdom of Fife pela Napalm Records em 29 de março de 2013. Antes disso, eles haviam lançado o single "Angus McFIfe" no canal da Napalm no YouTube em 7 de março de 2013.
A banda lançou mais vídeos no canal da Napalm; um para "Universe on Fire" em 8 de agosto de 2015 They released the music video for Rise of The Chaos Wizards on September 11th 2015. Em 25 de setembro de 2015, lançaram seu segundo álbum, Space 1992: Rise of the Chaos Wizards, com o qual figuraram em diversas paradas internacionais  e depois do qual excursionaram com Stratovarius, Blind Guardian e HammerFall.
Em 16 de maio de 2017, o Gloryhammer foi indicado como melhor banda na categoria "revelação" da Metal Hammer Awards de 2017. Em 2018, foram indicados novamente na mesma categoria.
Em janeiro de 2018, realizaram uma turnê de 24 shows pela Europa.
Em setembro de 2018, eles excursionaram com o Alestorm pela América do Norte pela primeira vez, tocando 19 shows nos EUA e nos Canadá.
Em 30 de janeiro de 2019, anunciaram em sua página no Facebook o seu terceiro álbum, Legends from Beyond the Galactic Terrorvortex, lançado em 31 de maio de 2019. Para ele, a banda lançou dois singles, "Gloryhammer" (em 12 de abril de 2019) and "The Siege of Dunkeld (In Hoots We Trust)" (em 10 de maio de 2019), ambos no canal da Napalm no YouTube.
Depois do lançamento do disco, eles realizaram sua primeira turnê (como ato principal) na América do Norte em junho do mesmo ano, tendo o Æther Realm como banda de abertura.
Em 22 de agosto de 2021, o grupo anunciou no Twitter que Thomas Winkler não era mais um membro; em seu perfil no Facebook, Thomas citou divergências organizacionais e empresariais como motivos.
Em 30 de novembro de 2021 foi anunciado, através das redes sociais, o início do novo vocalista, Sozos Michael, como membro oficial. Sozos é um músico do Chipre.

## Integrantes
- Christopher Bowes (Zargothrax) – teclados, vocais de apoio (2010 – atualmente)
- Paul Templing (Ser Proletius) – guitarras, vocais de apoio (2010 – atualmente)
- Ben Turk (Ralathor) – bateria (2010 – atualmente)
- James Cartwright (The Hootsman) – baixo, vocais de apoio (2010 – atualmente)
- Sozos Michael (Angus McFife XIII) – vocais (2021 – atualmente)

Músicos de turnê
- Michael Barber – teclados (2016 – atualmente)[carece de fontes?]

Ex-integrantes
- Thomas Winkler (Angus McFife XIII) – vocais (2011 – 2021)

Membros da banda durante apresentação no Rockharz Open Air de 2018
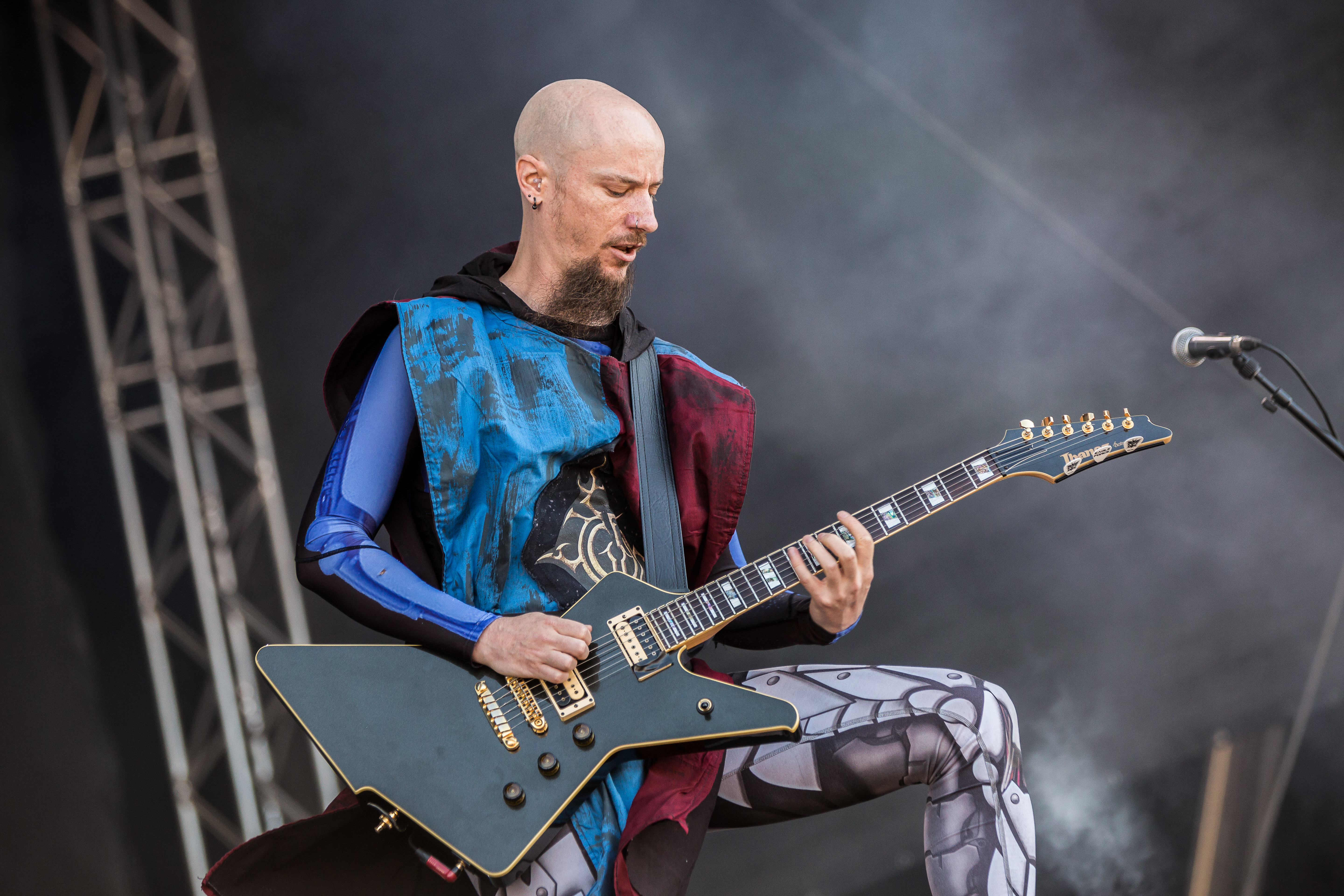
Guitarrista Paul Templing
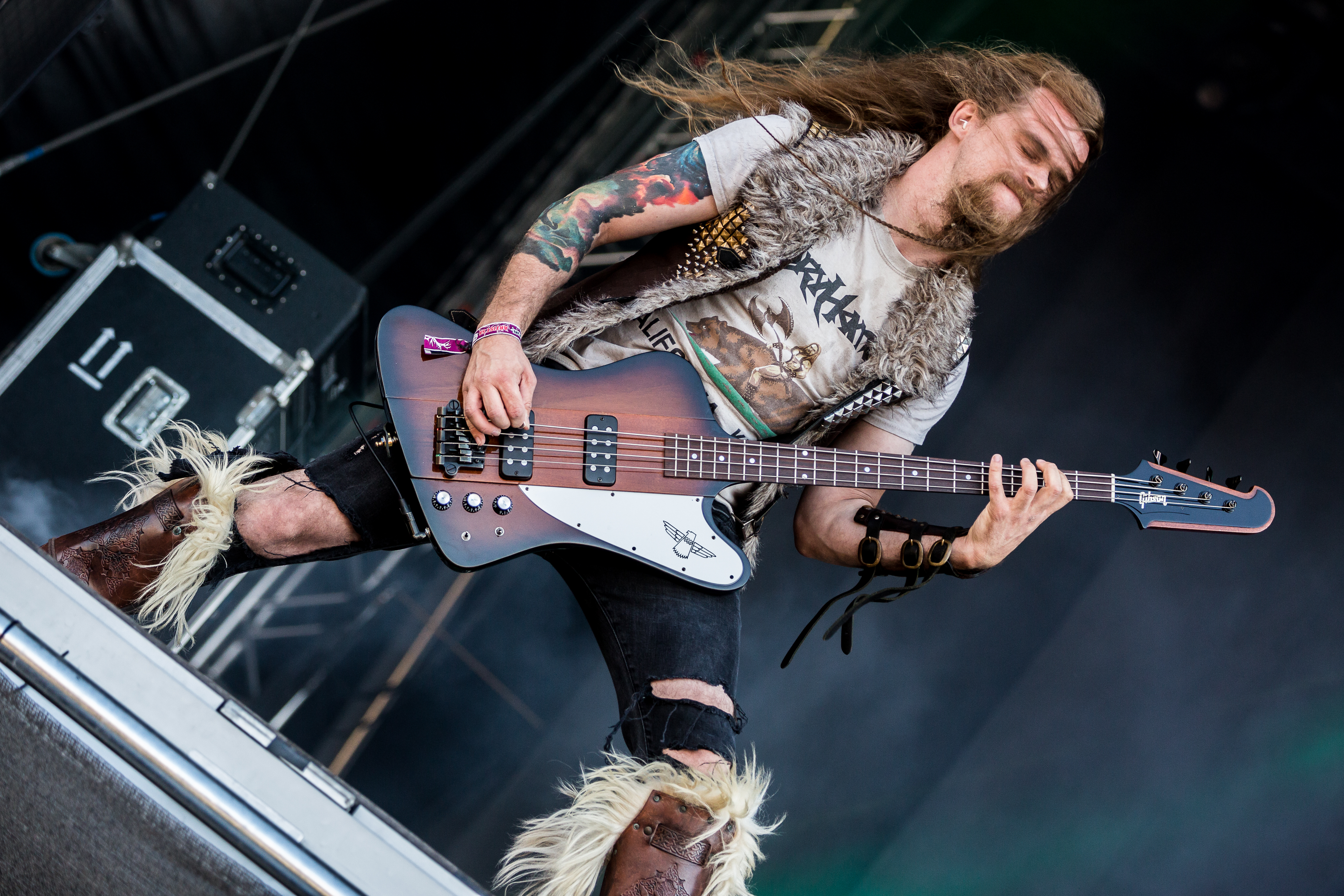
Baixista James Cartwright
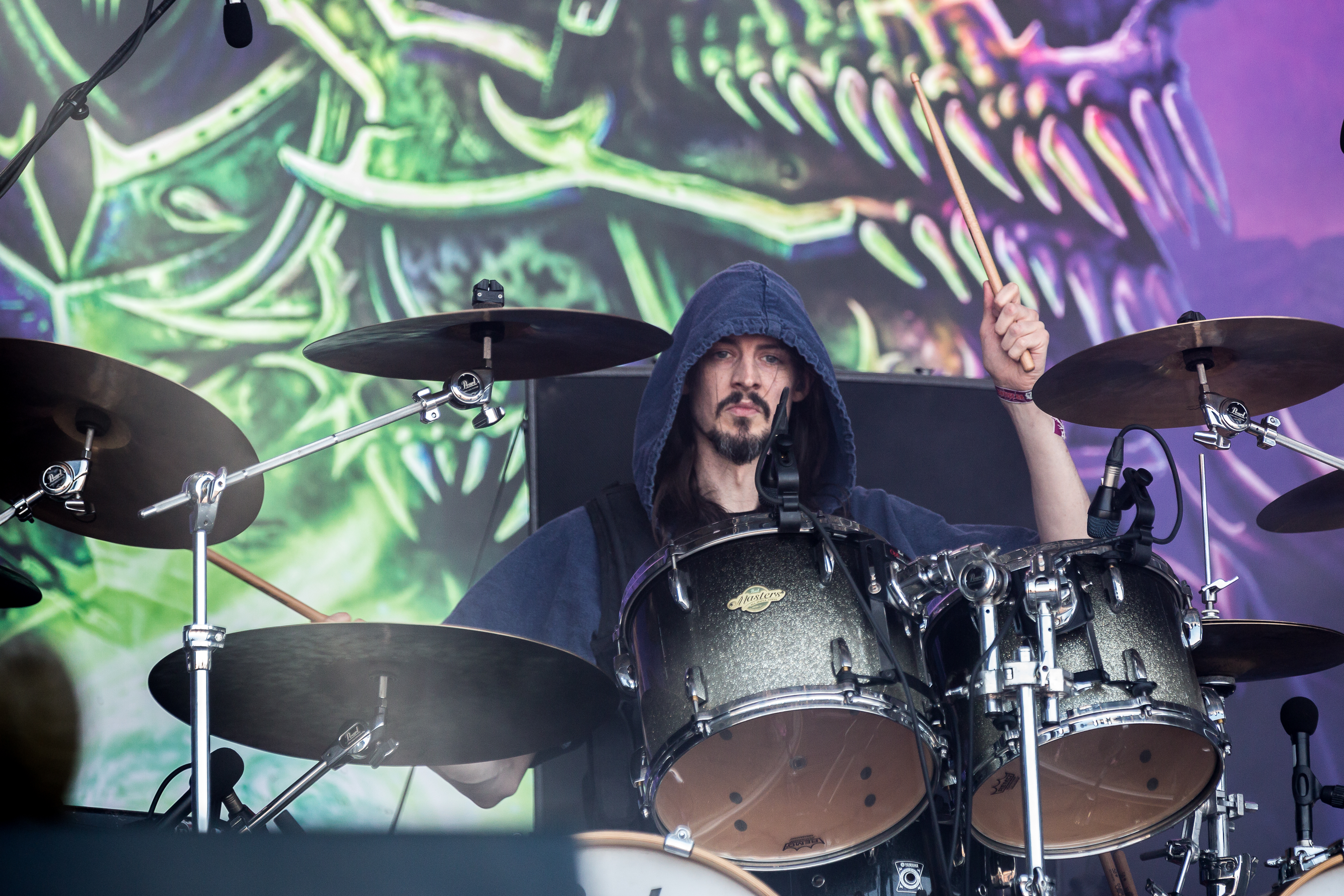
Bateria Ben Turk
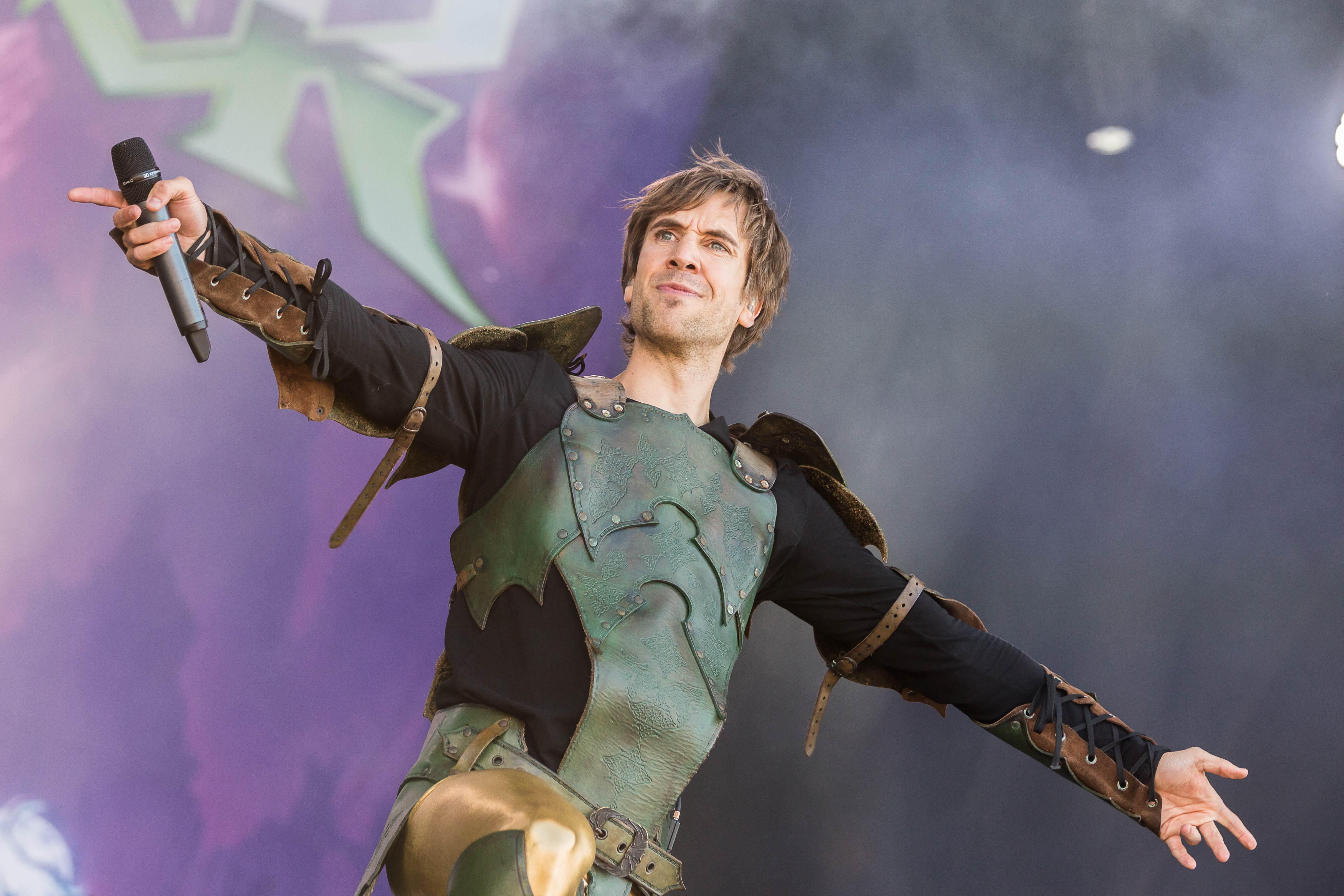
Ex-Vocalista Thomas Winkler
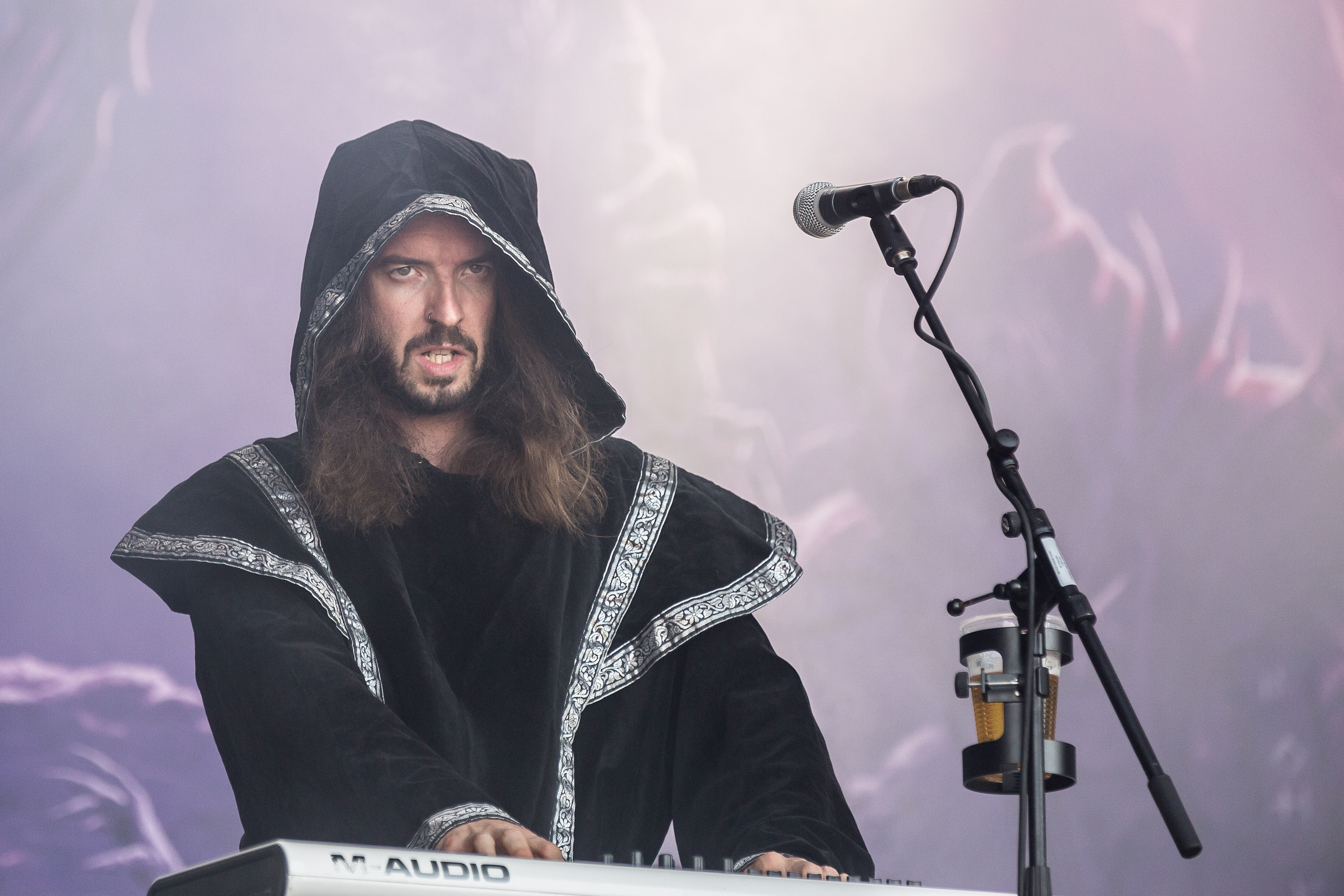
Tecladista Michael Barber

## Discografia

### Álbuns de estúdio
- Tales from the Kingdom of Fife (2013)
- Space 1992: Rise of the Chaos Wizards (2015)
- Legends from Beyond the Galactic Terrorvortex (2019)